# Ventura Boulevard

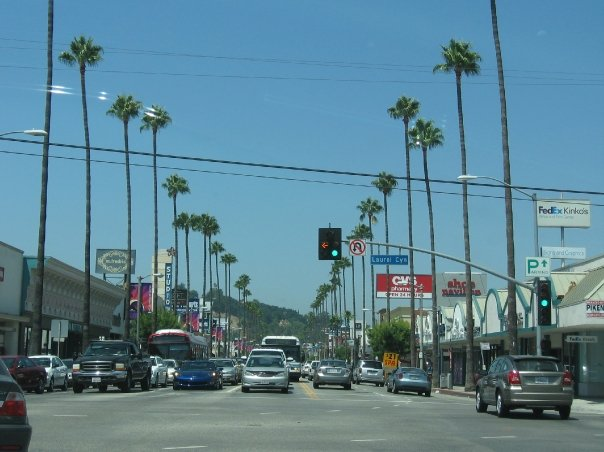
Der Ventura Boulevard an der Kreuzung von Laurel Canyon Avenue und Ventura Boulevard in Studio City.

Der Ventura Boulevard ist eine etwa 23 km lange Straße im Süden des San Fernando Valleys in Los Angeles. Die von Woodland Hills im Westen nach Studio City im Osten führende Straße gilt als eine der Schlagadern des Valley.

## Verlauf
Der Ventura Boulevard beginnt im Westen in Woodland Hills nahe der Grenze zu Calabasas und zweigt hier vom Valley Circle Boulevard ab. Der Boulevard führt am Fuße der Santa Monica Mountains in östlicher Richtung durch die Stadtteile Woodland Hills, Tarzana, Encino, Sherman Oaks und schließlich Studio City. Ab der Einmündung des Lankershim Boulevard nahe der Universal Studios heißt die Straße Cahuenga Boulevard und führt über den Cahuenga Pass nach Hollywood.

## Geschichte
Die Strecke des heutigen Ventura Boulevard war ursprünglich ein Abschnitt des El Camino Real in den kolonialen Zeiten Kaliforniens. Es war die damalige Hauptstraße zur Pazifikküste im heutigen Ventura County und zur Misson San Buenaventura (heute Ventura).

## Gewerbe und Gaststätten
Die Frankfurter Allgemeine Zeitung bezeichnete den Ventura Boulevard als „längste Ladenzeile der Welt“. Der Boulevard gilt als ein wirtschaftliches Zentrum des San Fernando Valleys. Die Geschäfte sind zum Teil eher kleiner und sehr spezialisiert und einzigartig.
Entlang der Straße laden hunderte von unterschiedlichsten Gaststätten zum Verweilen ein. Besonders der Abschnitt in Studio City gilt als Standort hervorragender Restaurants.
Entlang des Boulevards finden sich einige architektonisch interessante Gewerbe-Bauten, vor allem aus der Zeit des 20. Jahrhunderts, die der Moderne zuzurechnen sind. In Woodland Hills ist das 1967 errichtete Geschäftsgebäude der Woodland Casual Patio and Rattan mit seinen futuristisch-organischen achteckigen Fenstern bemerkenswert. Weiter östlich in Tarzana ist die als Kühlerhaube eines Cadillacs gestaltete Fassade der Ladenzeile Fleetwood Center zu nennen. Das 1987 errichtete Gebäude beherbergte nie ein auf diese Automarke bezogenes Geschäft. In Encino findet sich eine der letzten im Googie-Stil errichteten und im Stil erhaltenen Autowaschanlagen in Los Angeles. Ebenfalls in Encino steht die von Millard Sheets für Home Savings and Loan 1959 errichtete Filiale von Chase Manhattan. In Sherman Oaks liegt das von Louis Armet und Eldon Davis 1953 im frühen Googie-Stil errichtete Mel's Diner. Ein wenig die Straße hinunter nach Osten steht seit 1949 die Casa de Cadillac. Ein im Stile der Klassischen Moderne errichtetes Gebäude eines Autohandels. In Studio City steht eine der wenigen Geschäftsensembles, die von R. M. Schindler geplant wurden. Die 1942 errichteten und 1946 durch Schindler erweiterten Lingenbrink Shops griffen das Prinzip modernerer "Strip Malls" voraus.

## Ventura Boulevard in der Populärkultur
In seinem 1949 erschienenen Roman The Little Sister (dtsch.: Die kleine Schwester, 1953) beschrieb Raymond Chandler den bereits damals geschäftigen Ventura Boulevard.
1973 veröffentlichten die Everly Brothers ein Lied mit dem Titel Ventura Boulevard.
Das Lied Free Fallin’ von Tom Petty erwähnt nicht nur den Boulevard, Petty schrieb das Lied mit dem im Kopf, was er täglich auf dem Weg zum Studio auf dem Ventura Boulevard sah.
Wegen der Zeilen

„All the vampires, walkin' through the valley
Move west down Ventura Boulevard“

marschierten Fans des Sängers nach seinem Tod auf der Straße in Richtung Westen zur Galleria an der Kreuzung von Ventura Boulevard und Sepulveda Boulevard. Auch Frank Zappas Lied Valley Girl von seinem Album Ship Arriving Too Late to Save a Drowning Witch erwähnt den Ventura Boulevard.
Das Musikvideo zu Tom Pettys Free Fallin’ zeigt die Kreuzung von Beverly Glenn und Ventura Boulevard. Auch Musikvideos der Band Haim zeigen die Straße, an der die Bandmitglieder aufwuchsen.